# Яхробольское
Я́хробольское (Я́хробол; от мерянск. «яхро» — озеро, «бол» — деревня) — озеро в сельском поселении Красный Профинтерн на севере Некрасовского района Ярославской области. 18 апреля 1975 года на базе озёр Яхробольское, Исадское и Шачебольское был сформирован ландшафтный памятник природы регионального значения общей площадью 486,3 га. Охране подлежат: ландшафт побережья, водоплавающие птицы, места нагула и нереста рыб.
Озеро имеет пойменное происхождение. Площадь 370 (258) га, наибольшая глубина 2,0 м. Относится к наиболее крупным озёрам Ярославской области (4-е в регионе). У озера расположены две деревни: Исады у северо-западного берега, и деревня Яхробол на северном берегу. К северо-западу расположено озеро Шачебольское, с которым Яхробольское соединено протокой. Из озера вытекает река Рыбинка и впадают реки: Сохма, Исады и Ворокша.

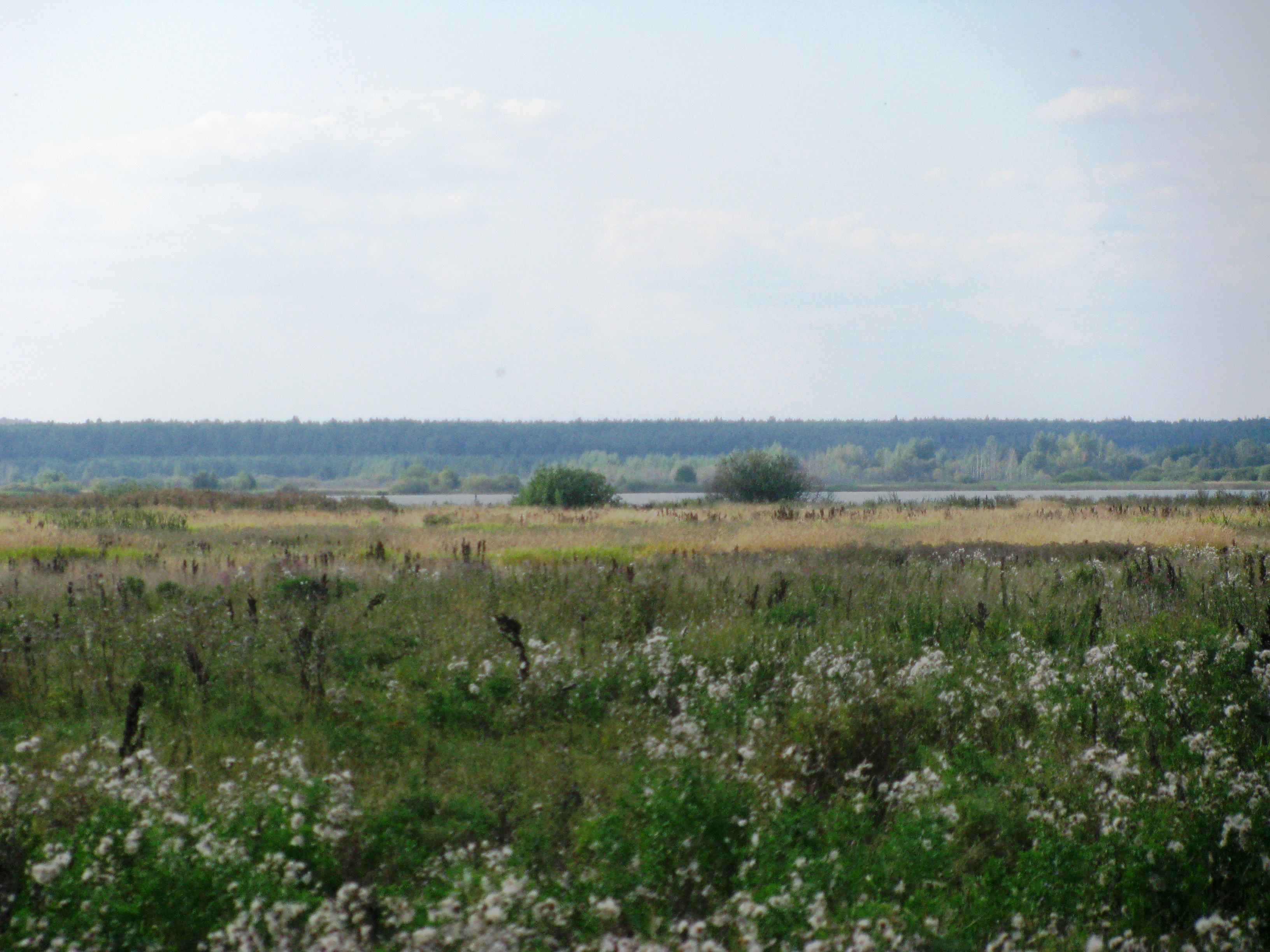
Берег Яхробольского озера

Озеро питается талыми и грунтовыми водами, а также водами склонового стока и водами малых рек. Так как озеро находится в пределах зоны инженерной защиты, для откачки избытка воды, накапливающейся на защищаемой территории, устроена разветвленная сеть дренажных канав, а также действует насосная станция в устье реки Рыбинка. В озере идёт активный процесс накопления донных отложений и в настоящее время озеро Яхробольское обладает крупнейшими запасами сапропеля в Некрасовском районе.
В окрестностях озера обитает множество птиц. Среди них серые цапли, большие и черношейные поганки, выпи, различные виды уток (кряквы, широконоски, чернети), озёрные чайки, крачки, разнообразные кулики. По ночам здесь можно увидеть болотных сов и козодоев.